# 村井貞勝
村井貞勝（1528年—1582年），日本戰國時代織田家之家臣，家中首屈一指的行政文官，其女兒為前田玄以之正室。早年即作為織田信長幕僚而活躍，信長上洛後擔任京都所司代，負責維持京都治安、修築御所以及接待朝廷貴族與寺社代表，被路易斯·弗罗伊斯形容為「京都總督」。
本能寺之變時，與織田信忠等人一同據守二條御所，遭明智光秀軍包圍，不敵戰死。